# Kirchenprovinz Uganda der Anglikanischen Gemeinschaft
Die Kirchenprovinz Uganda der Anglikanischen Gemeinschaft (englisch Church of the Province of Uganda) ist eine Mitgliedskirche der Anglikanischen Gemeinschaft in Uganda und hat ihre Ursprünge in der Arbeit der Church Missionary Society seit 1877. Nachdem sie bereits 1893 ihren ersten einheimischen Kleriker weihen konnte, erlebte sie ein starkes inneres Wachstum, so dass sie 1961 mit Ruanda und Burundi zu einer eigenen Kirchenprovinz wurde. Die beiden letztgenannten Länder wurden im Mai 1980 zu einer eigenständigen anglikanischen Kirchenprovinz, so dass die Kirchenprovinz Uganda heute nur noch aus dem genannten Land besteht.
Die Kirchenprovinz umfasst 33 Diözesen. Ihre Mitgliederzahl gibt sie mit 8,1 Millionen an.
An der Spitze der Kirche steht als Primas der Erzbischof von Uganda, seit 2020 Stephen Kaziimba als Nachfolger von Stanley Ntagali (2012–2020).
Die Kirchenprovinz Uganda praktiziert die Ordination von Frauen. Sie ist Mitglied des Ökumenischen Rates der Kirchen (ÖRK) und der All Africa Conference of Churches (AACC). Zur Reformierten Episkopalkirche besteht eine Vereinbarung zur Kirchengemeinschaft sowie auch zur 2008 gegründeten Anglican Church in America.
| Diözese         | Sitz             | Bischof                       |
| --------------- | ---------------- | ----------------------------- |
| Ankole          | Mbarara          | Sheldon Frederick Mwesigwa    |
| Nordankole      | Rushere-Kiruhura | John Muhanguzi                |
| Westankole      | Bushenyi         | Yona M Katoneene              |
| Bukedi          | Tororo           | Nicodemus Engwalas-Okille     |
| Bunyoro-Kitara  | Hoima            | Nathan Kyamanywa              |
| Busoga          | Jinja            | Michael Kyomya                |
| West-Buganda    | Masaka           | Samuel Cephas Kamya           |
| Zentral-Buganda | Mpigi            | Jackson Matovu                |
| Kampala         | Kampala          | Henry Luke Orombi             |
| Karamoja        | Moroto           | Joseph Abura                  |
| Nordkaramoja    | Kotido           | James Nasak                   |
| Kigezi          | Kabale           | George Katwesigye             |
| Nordkigezi      | Kinyasano        | Edward Muhima                 |
| Kinkizi         | Rukungiri        | John Ntegyereize              |
| Kitgum          | Kitgum           | Benjamin Ojwang               |
| Kumi            | Kumi             | Thomas Edison Irigei          |
| Lango           | Lira             | John Charles Odurkami         |
| Luwero          | Luwero           | Evans Mukasa Kisekka          |
| Madi & Westnil  | Arua             | Joel Obetia                   |
| Masindi-Kitara  | Masindi          | Stanley Ntagali               |
| Mbale           | Mbale            | Patrick M Gidudu              |
| Nordmbale       | Mbale            | Daniel Gimadu                 |
| Mityana         | Mityana          | Dunstan Bukenya               |
| Muhabura        | Kisoro           | Cranmer Mugisha               |
| Mukono          | Mukono           | Elia Paul Luzinda Kizito      |
| Namirembe       | Kampala          | Wilberforce Kityo Luwalira    |
| Nebbi           | Nebbi            | Alphonse Watho-kudi           |
| Ruwenzori       | Fort Portal      | Benezeri Kisembo              |
| Ostruwenzori    | Kamwenge         | Edward Bamucwanira            |
| Südruwenzori    | Kasese           | Jackson Nzerebende Tembo      |
| Sebei           | Kapchorwa        | Augustine Joe Arapyona Salimo |
| Soroti          | Soroti           | Charles Bernard Obaikol-Ebitu |
| Norduganda      | Gulu             | Nelson Onono-Onweng           |

## Erzbischöfe von Uganda
- 1961–1966 Leslie Brown
- 1966–1974 Eric Sabiti
- 1974–1977 Janani Luwum
- 1977–1984 Salvanus Wani
- 1984–1995 Yona Okoth
- 1995–2004 Livingstone Mpalanyi Nkoyoyo
- 2004–2012 Henry Luke Orombi
- 2012–2020 Stanley Ntagali
- 2020-heute Stephen Kaziimba